# Wahlkreis Pankow 5
Der Wahlkreis Pankow 5 ist ein Abgeordnetenhauswahlkreis in Berlin. Er gehört zum Wahlkreisverband Pankow und umfasst die Gebiete Pankow-Süd und Heinersdorf.

## Abgeordnetenhauswahl 2023
Bei der Wahl zum Abgeordnetenhaus von Berlin 2023 traten folgende Kandidaten an:
| Name                              | Partei           | Anteil der Erststimmen | Anteil der Zweitstimmen |
| --------------------------------- | ---------------- | ---------------------- | ----------------------- |
| Louis Krüger                      | Grüne            | 22,2 %                 | 19,7 %                  |
| Denise Bittner                    | CDU              | 20,7 %                 | 20,5 %                  |
| Tillman Wormuth                   | SPD              | 18,3 %                 | 17,6 %                  |
| Katrin Seidel                     | Die Linke        | 17,9 %                 | 17,6 %                  |
| Michael Adam                      | AfD              | 10,5 %                 | 10,3 %                  |
| Jeanette Köhn                     | Tierschutzpartei | 03,4 %                 | 02,7 %                  |
| Oliver Simon                      | FDP              | 02,7 %                 | 03,1 %                  |
| Christian Schweiger               | Die PARTEI       | 02,5 %                 | 01,9 %                  |
| Johnny Weston                     | dieBasis         | 01,0 %                 | 00,8 %                  |
| Ralf Köber                        | Freie Wähler     | 00,9 %                 | 00,4 %                  |
| –                                 | Volt             | –                      | 01,0 %                  |
| –                                 | Sonstige         | –                      | 04,4 %                  |
| Wahlberechtigte: 30.174 Einwohner |                  |                        |                         |
| Wahlbeteiligung: 67,4 %           |                  |                        |                         |

## Abgeordnetenhauswahl 2021
Bei der im Nachhinein für ungültig erklärten Wahl zum Abgeordnetenhaus von Berlin 2021 traten folgende Kandidaten an:
| Name                              | Partei           | Anteil der Erststimmen | Anteil der Zweitstimmen |
| --------------------------------- | ---------------- | ---------------------- | ----------------------- |
| Louis Krüger                      | Grüne            | 21,9 %                 | 20,6 %                  |
| Katrin Seidel                     | Die Linke        | 21,1 %                 | 20,4 %                  |
| Tillman Wormuth                   | SPD              | 20,4 %                 | 19,6 %                  |
| Nils Pargmann                     | CDU              | 12,0 %                 | 11,6 %                  |
| Michael Adam                      | AfD              | 08,8 %                 | 08,4 %                  |
| Oliver Simon                      | FDP              | 05,0 %                 | 04,9 %                  |
| Jeanette Köhn                     | Tierschutzpartei | 03,7 %                 | 02,3 %                  |
| Christian Schweiger               | Die PARTEI       | 03,3 %                 | 02,4 %                  |
| Johnny Weston                     | dieBasis         | 02,1 %                 | 01,8 %                  |
| Ralf Köber                        | Freie Wähler     | 01,7 %                 | 01,1 %                  |
| –                                 | Die Grauen       | –                      | 01,2 %                  |
| –                                 | Volt             | –                      | 01,1 %                  |
| –                                 | Sonstige         | –                      | 04,6 %                  |
| Wahlberechtigte: 30.220 Einwohner |                  |                        |                         |
| Wahlbeteiligung: 76,9 %           |                  |                        |                         |

## Abgeordnetenhauswahl 2016
Bei der Wahl zum Abgeordnetenhaus von Berlin 2016 traten folgende Kandidaten an:
| Name                              | Partei           | Anteil der Erststimmen | Anteil der Zweitstimmen |
| --------------------------------- | ---------------- | ---------------------- | ----------------------- |
| Udo Wolf                          | Die Linke        | 25,3 %                 | 24,1 %                  |
| Sandra Scheeres                   | SPD              | 24,2 %                 | 21,4 %                  |
| Herbert Mohr                      | AfD              | 15,4 %                 | 15,0 %                  |
| Bettina Jarasch                   | Grüne            | 14,7 %                 | 14,3 %                  |
| Sebastian Bergmann                | CDU              | 12,1 %                 | 11,6 %                  |
| Paul Roos                         | Die PARTEI       | 03,1 %                 | 02,4 %                  |
| Daniela Langer                    | FDP              | 02,8 %                 | 02,9 %                  |
| Johannes Lindenau                 | Piraten          | 02,5 %                 | 02,1 %                  |
| –                                 | Tierschutzpartei | 0–                     | 02,0 %                  |
| –                                 | Graue Panther    | 0–                     | 01,2 %                  |
| –                                 | Sonstige         | 0–                     | 03,0 %                  |
| Wahlberechtigte: 29.425 Einwohner |                  |                        |                         |
| Wahlbeteiligung: 65,7 %           |                  |                        |                         |

## Abgeordnetenhauswahl 2011
Bei der Wahl zum Abgeordnetenhaus von Berlin 2011 traten folgende Kandidaten an:
| Name                              | Partei           | Anteil der Erststimmen | Anteil der Zweitstimmen |
| --------------------------------- | ---------------- | ---------------------- | ----------------------- |
| Sandra Scheeres                   | SPD              | 32,0 %                 | 30,6 %                  |
| Sören Benn                        | Die Linke        | 22,0 %                 | 21,6 %                  |
| Daniela Billig                    | Grüne            | 15,2 %                 | 14,2 %                  |
| Heike Apelt                       | CDU              | 13,5 %                 | 12,6 %                  |
| Johannes Lindenau                 | Piraten          | 10,2 %                 | 10,5 %                  |
| René Stadtkewitz                  | Die Freiheit     | 02,8 %                 | 02,1 %                  |
| Anja Sternberg                    | Pro Deutschland  | 02,0 %                 | 01,1 %                  |
| Leonhard Suchenwirth              | Die PARTEI       | 01,2 %                 | 01,0 %                  |
| Stephan Astler                    | Unabhängige      | 00,9 %                 | 00,6 %                  |
| Daniel Köppen                     | BüSo             | 00,2 %                 | 00,1 %                  |
| –                                 | NPD              | 0–                     | 02,3 %                  |
| –                                 | Tierschutzpartei | –                      | 01,6 %                  |
| –                                 | FDP              | –                      | 00,9 %                  |
| –                                 | Sonstige         | –                      | 00,8 %                  |
| Wahlberechtigte: 30.062 Einwohner |                  |                        |                         |
| Wahlbeteiligung: 60,7 %           |                  |                        |                         |

## Abgeordnetenhauswahl 2006
Bei der Wahl zum Abgeordnetenhaus von Berlin 2006 traten folgende Kandidaten an:
| Name                              | Partei    | Anteil der Erststimmen |
| --------------------------------- | --------- | ---------------------- |
| Sandra Scheeres                   | SPD       | 30,4 %                 |
| Heidi Knake-Werner                | Die Linke | 28,8 %                 |
| René Stadtkewitz                  | CDU       | 17,3 %                 |
| Stefan Gelbhaar                   | Grüne     | 10,4 %                 |
| Alexandra Arnsburg                | WASG      | 05,8 %                 |
| André Spannemann                  | FDP       | 04,8 %                 |
| Daniel Köppen                     | BüSo      | 01,4 %                 |
| Andrea Guse                       | HP        | 01,1 %                 |
| Wahlberechtigte: 29.661 Einwohner |           |                        |
| Wahlbeteiligung: 56,3 %           |           |                        |

## Bisherige Abgeordnete
Da der Wahlkreis erst seit 2006 in der heutigen Form besteht, ist die Angabe bisheriger Abgeordneter erst seit diesem Zeitpunkt möglich.
| Jahr | Name            | Partei    | Anteil der Erststimmen |
| ---- | --------------- | --------- | ---------------------- |
| 2023 | Louis Krüger    | Grüne     | 22,2 %                 |
| 2021 | Louis Krüger    | Grüne     | 21,9 %                 |
| 2016 | Udo Wolf        | Die Linke | 25,3 %                 |
| 2011 | Sandra Scheeres | SPD       | 32,0 %                 |
| 2006 | Sandra Scheeres | SPD       | 30,4 %                 |